# 朝九晚无
《朝九晚无》是一部反映都市人职场生活的都市时尚剧。是上海电影（集团）电视剧制作有限公司改制后推出的第一部作品，于2007年开机。其故事概念和整体风格来自于薛莉的三本都市小说：《朝九晚五》、《上海在失眠》和《白领极限生存》。

## 主要演员
- 曾　黎	饰	彭静萤
- 林文龙	饰	金路易
- 郝　平	饰	高明仁
- 夏志卿	饰	于百里
- 刘春峰	饰	林　东
- 顾隽瑶	饰	萧兰兰
- 沙保贝	饰	杜莉娜
- 闻小炜	饰	鲁　平
- 周　洋	饰	提　姆
- 周　旻	饰	沈　放
- 刘姝辰	饰	米　兰
- 杜佳磊	饰	王振宇
- 董维嘉	饰	秦未然
- 蔣林珊 饰	郁　芳
- 毕赫男	饰	周国逸
- 周艺凝	饰	田　琳
- 奚　甜	饰	林　裴